# 密苏里大学
密苏里大学（簡稱Mizzou或MU）于1839年在密苏里州哥伦比亚市建立，是密西西比河以西第一所州立大学，亦是当前该州最大的高等教育机构。2012-13学年共计有学生34,748名。该校为密苏里大学系统中实力最强者，另有罗拉分校、堪薩斯城分校和圣路易斯分校三个分校位于密苏里州其他城市。密苏里大学是34所公立美國大學協會的大学之一。该校目前有267,000余名校友，其中约半数生活在密苏里州。
密苏里大学位于哥伦比亚市区，占地1,262英亩（511公顷），环境优雅。历史上密苏里大学最早的建筑为“佛郎西斯广场”（Francis Quadrangle），并向四周扩张。目前校园内的佛郎西斯广场和其他一些建筑已被列入国家史迹名录。1908年，该校新闻学院在瓦尔特·威廉姆斯的主持下成立（Missouri School of Journalism），为世界上首个新闻学院。
密苏里大学核反应堆研究中心拥有目前世界上功率最大的高校研究用核反应堆。该校为美国仅存的6所在一个校区里就涵盖了医学，兽医学，工程学，农业科学和法学院的公立大学之一。密苏里大学亦有自己的医院系统，在全州共开设了四家医院。
竞技体育方面，密苏里大学拥有该州唯一的I-A级美式足球运动队，被称为密苏里之虎，屬於NCAA成員,為東南聯盟學校之一。学校吉祥物为杜鲁门虎，得名于密苏里州出身的美国前任总统哈利·S·杜鲁门。根据全美大學體育協會的记载，“返校日”这一传统就于1911年最早起源于密苏里大学，现为美国大学一大传统。

## 历史

### 早期历史（1830-1890）
1839年，密苏里州立法机构通过了《盖伊尔法案》，该法案授权密苏里州政府拨付资金建设一所州立大学。该大学将是密西西比河以西的第一所公立大学。大学最初选址密苏里州中部，哥伦比亚和布恩县居民一共筹集了117,921美元的现金，促使了州立法机构在六个候选地点中选择了哥伦比亚。詹姆士·S·羅林斯贡献了自己在市区南侧的一块地产用于建校，日后他被誉为“密苏里大学之父”。作为第一所在路易斯安那購地中建立的公立大学，密苏里大学很好的贯彻了托马斯·杰斐逊有关公立教育的精神。
1862年南北战争期间，学校受战火波及被迫关闭。哥伦比亚市民组织起名为“哥伦比亚战斗虎”的民兵组织保卫乡梓和大学设施。1890年，新建密苏里大学足球队即以“虎”命名。

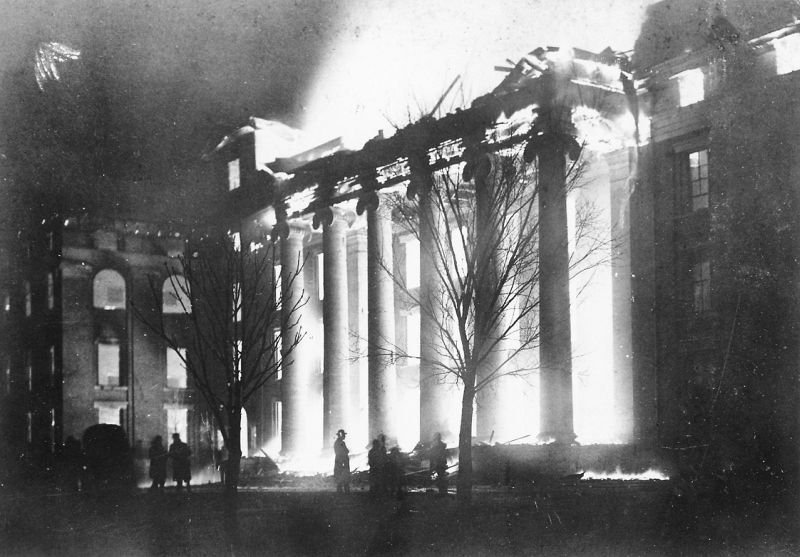
1892年学术楼大火

1870年，密苏里大学接受1862年莫雷尔法案，成为了赠地大学。根据该法案所获得的款项用于成立矿业和冶金学院，后来发展成如今的密蘇里科技大學。1888年，密苏里农业试验站成立，目前以发展成10个遍布全州的试验站和研究农场。1890年，密苏里大学已经成为一所拥有师范学院，工程学院，文理学院，农业科学和技术学院，医学院，法学院6个学院的多科性综合性大学校。
1892年1月9日，学校的主楼“学术楼”发生火灾。全楼被焚毁，仅剩6座石质爱奥尼柱。在当时州长戴维·R·佛郎西斯的领导下，学校迅速得到重建，并成为一所现代化的大学。

### 1892至今
1892年大火以后，密苏里州曾经考虑西迁大学至锡代利尔，但哥伦比亚的居民集会表示反对，最后此事不了了之。六根石柱仍然被保留在校园内作为昔日的见证。目前石柱所在的位置为佛郎西斯广场，即大学最早的校园位置。广场南侧为杰西楼，建于1895年，以大火时校长理查德·杰西命名，用以取代被焚毁的学术楼。杰西楼曾经是密苏里大学的行政中心和杰西礼堂的所在地。由于广场四周建筑均由红砖建成，因此被誉为“红色校园”。学校建筑也成为1910年由建建筑师乔治·凯斯勒主导的哥伦比亚城市美化活动的一部分。

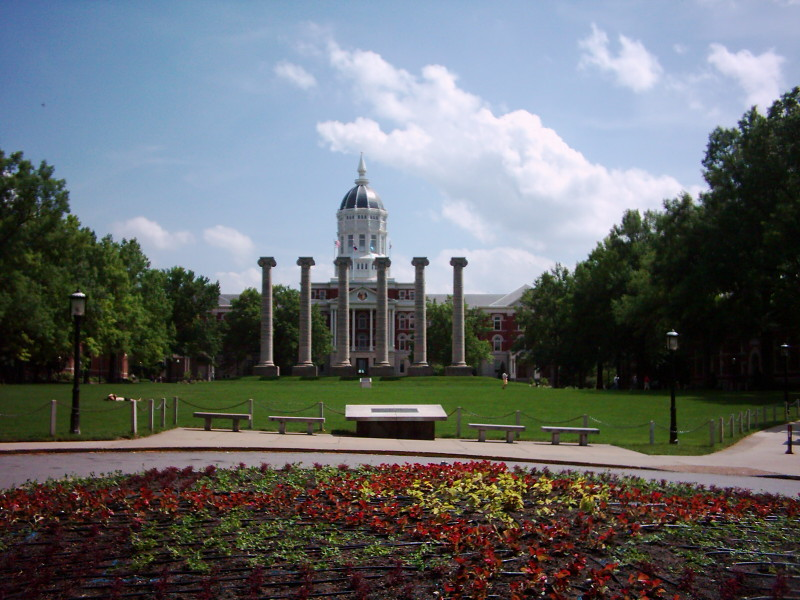
佛郎西斯广场标准建筑杰西楼和石柱

广场东侧为1913年至1914年学校扩张时新造的建筑，由石灰岩为主要结构。由于建筑外墙为白色，又称为“白色校园”。1908年世界的第一所新闻学院在密苏里大学落成，该学院首创“密苏里经验”，既基于实践，在实践中学习的教学法，至今享誉内外。学院成立后不久即被评为“最杰出的新闻学院”之一。
第二次世界大战后，全国大学招生人数直线上升，密苏里大学亦不能例外。得益于《1944年军人再适应法案》，大量退役军人得到联邦政府的资助进入大学学习。
1923年，密苏里大学的一个黑人看门人詹姆斯·T·斯科特被指控强奸一名密苏里大学教授的女儿。在审判前，一伙哥伦比亚的市民和学生冲进布恩县监狱并将斯科特绑架至学校附近的一座大桥上私刑处死。1935年冬季，四名来自于林肯大学（曾经的黑人大学，位于州首府杰斐逊城）的黑人学生被密苏里大学禁止入学。其中一名学生劳埃得·L·盖恩斯向最高法院提起上诉。1938年12月12日，最高法院以6:2的表决结果，要求密苏里大学接受盖恩斯作为法律专业研究生，或提供相同等级的其他教育。1939年3月19日，盖恩斯在芝加哥不知所踪，至今仍是一个迷。2006年5月，密苏里大学向盖恩斯追授荣誉法学学位。1950年，密苏里大学本科宣布接受黑人学生，为那些想读林肯大学没有的专业的黑人学生提供教育。

## 校园

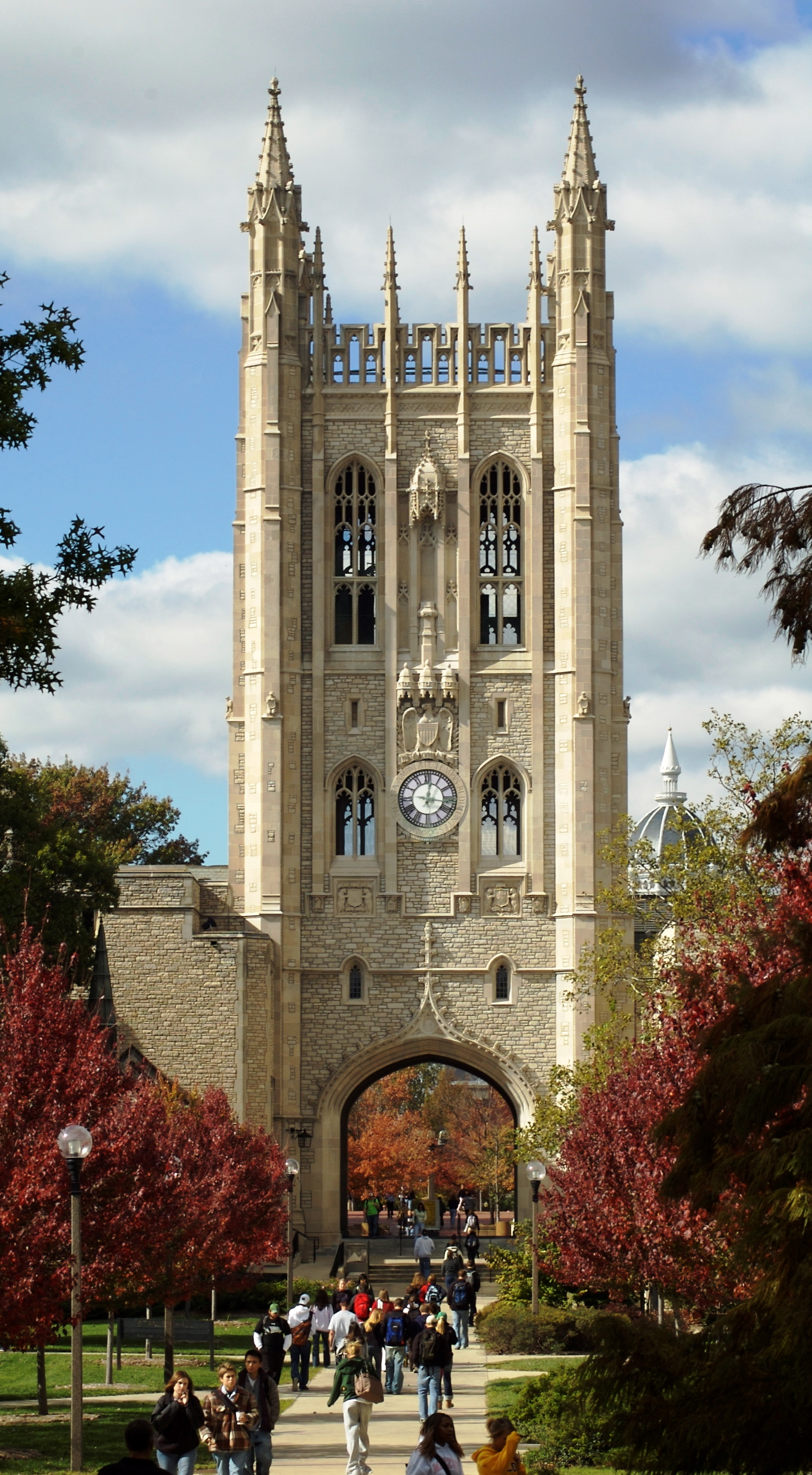
纪念学生中心塔楼

密苏里大学校园栽种植物种类较多，因此也亦是密苏里州的植物园。学校的教学和科研用楼大致分为两群：“红色校园”和“白色校园”。“红色校园”建成时间较早，现为环绕佛郎西斯广场的红砖建筑杰西楼和斯维斯勒楼，20世纪初期，密苏里大学农学院开始迅猛发展，在红色校园周边新建了一系列建筑设施用于科研，教学和学生生活。“白色校园”为1910年代新建的建筑群，主要取材于密苏里本州出产的石灰岩，建筑特征为新哥特式。最显眼的建筑为“纪念学生中心”（Memorial Union）。
1990年代起，“红色校园”向南扩张，并新建了“卡纳汉广场”。赫斯顿楼（密苏里大学法学院所在地）于1988年落成，为卡纳汉广场的东界。雷诺校友中心于1992年落成，为广场西界。2002年康乃尔楼（Trulaske商学院）和“虎广场”落成，标志着卡纳汉广场建筑群正式完工。

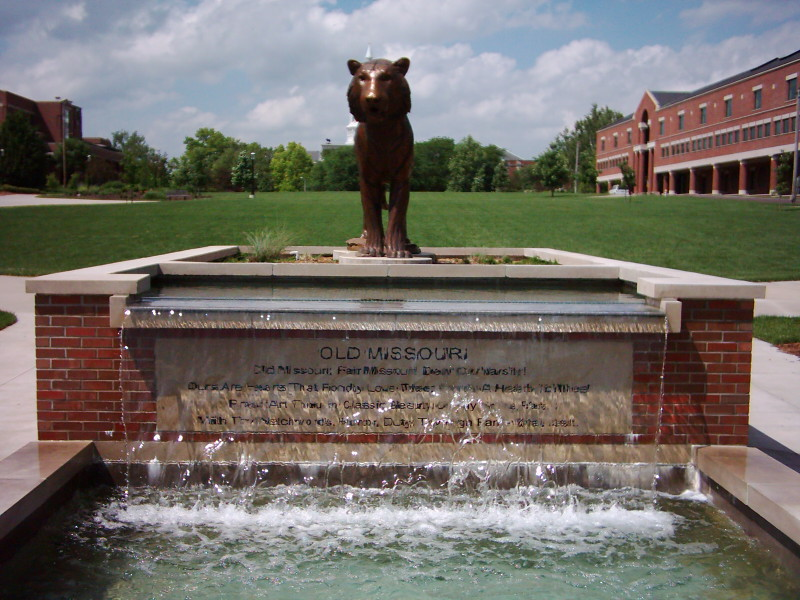
虎广场上的老虎塑像，位于卡纳汉广场建筑群的南缘

密苏里大学最早的竞技体育场，如罗林斯体育场和罗斯维尔体育馆紧邻学校的教学区的南缘。后由于学校的发展，跨过了体育场路（Stadium Boulevard）向南扩张，使得整个体育馆区包围在了校园内部。1926年，新建纪念体育场，1972年，在纪念体育场东侧新建赫内斯中心体育馆。1994年，学校出台庞大的计划，将体育场路南所有的竞技体育设施联系起来，成为“密苏里大学体育公园”。建筑有：密苏里大学竞技场，泰勒体育场，沃尔顿体育场，密苏里大学运动队训练中心，大学操场和迪瓦恩广场。学生体育活动设施仍然位于学校核心。学生体育馆面积为283,579平方英尺（26,345.4平方米），包含了罗斯维尔体育馆和布鲁尔操场。学生体育馆被《運動畫刊》评为美国最佳学生运动中心。
密苏里大学医院区位于竞技体育场馆区的北侧，那里有两家大型医院：密苏里大学医院和杜鲁门退役军人纪念医院。还有两家大型医院：哥伦比亚地区医院和埃利斯费希尔癌症中心校园东北，临近I-70。
密苏里大学竞技体育馆区再往南，是学校的科研中心。主要机构有密苏里大学研究核反应堆，纳米和分子医学国际研究中心，密苏里大学生命科学试验和商业温室（和孟山都合办），以及道尔顿心血管病研究中心。2005年，密苏里大学校委会宣布将农学院南农场命名为“发现岭研究园区”，该园区位于US63号公路旁，学校西南3英里（4.8公里）处。
主校区东西两侧为美国大学兄弟会和姐妹会住房。共有约50个全国性兄弟会和姐妹会在密苏里大学设有分布。其中一些建筑历史悠久，价值连城。 Beta Sigma Psi, Kappa Alpha Order，Sigma Chi，Beta Theta Pi，Alpha Gamma Rho和Sigma Nu 位于校园东侧，学院大街附近，而 Kappa Sigma，Lambda Chi Alpha，和Tau Kappa Epsilon位于学校西侧，靠近斯图亚特街，更接近佛朗西斯广场。剩下的大部分兄弟姐妹会位于“希腊城”，在纪念体育馆的北边。

## 学术研究
密蘇里大學是當前美國僅有的6所在一個校區內包含法學院，醫學院和獸醫學院的公立大學之一，亦是密蘇里州內兩所贈地大學之一（另一所為林肯大學）。密蘇里大學是該州唯一一所同時兼為美國大學協會會員和卡內基高等教育基金會評出的“博士科研/橫向研究型大學”。在全國，獲得同等雙料頭銜的大學也不過35所。密蘇里大學還俱有美國大學中功率最強的試驗核反應堆。

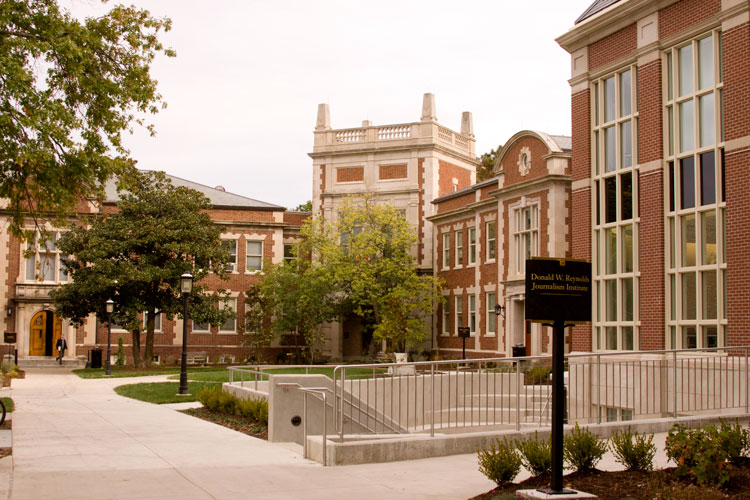
密蘇里大學新聞學院

密蘇里大學宣稱世界上第一所新聞學院就成立在該校，是為近日密蘇里大學新聞學院（英文簡稱：J-School）。學院於1908年起對外招生。但此舉尚有爭議。部分人士認為法國巴黎新聞高等學校才是世界上第一所新聞學院。
密蘇里大學系統擁有自己的閉路電視系統KOMU-TV，該電視台為全国广播公司和CW電視網在哥倫比亞和傑斐遜誠城的分支機構。該電視台既是一個全功能的電視頻道，又為該校的新聞學系提供了教學實習的場所。新聞學系亦出版《哥倫比亞密蘇里人》和《Vox雜誌》兩份刊物，學生在專業人士指導下直接擔綱採訪，寫作，編輯，排版等工作。新聞學系同樣負責運營附近的全國公共廣播網KBIA基站，並製作一套西班牙語廣播節目《前進廣播》。
密蘇里大學醫療保健學院（School of Health Professions）於1978年成立，當時為醫學院所屬分部，2000年正式從醫學院中獨立從而成為大學自治學院。下屬5個系和8個研究組均有很長的歷史，可以追溯到20世紀初。該院為密蘇里州唯一的具備附屬醫院的大學內公立醫療保健學院，亦是密蘇里大學系統內部唯一的醫療保健學院。

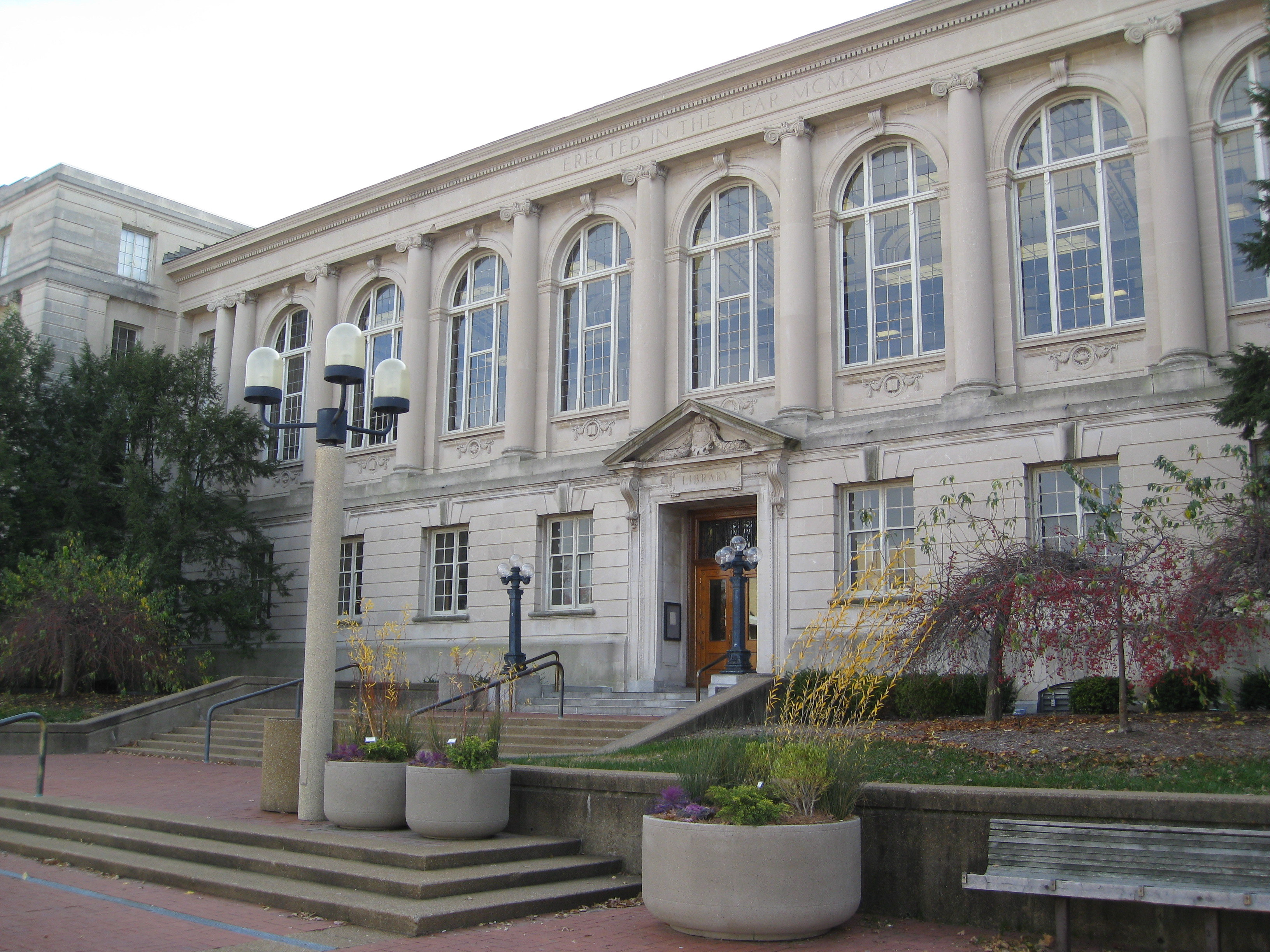
密蘇里大學的主圖書館“埃利斯圖書館”

学校图书馆为密苏里州内藏书量最多的图书馆。据2011-2012学年统计，总藏书量为310万册书籍，810万部微缩胶片，678,596部电子刊物，170万册官方文档，284,000余张地图，以及超过53,000篇的期刊论文。学校主图书馆为“埃利斯图书馆”（Ellis Library），此外校园内还有7个专业图书馆。图书馆收藏的文件数目的出版日期绝大多数晚于1892年，早期收藏大部毁于1892年“学术楼”的大火。
在美國內戰期間，聯邦軍曾經徵用學校圖書館用作軍事用途。戰亂給圖書館造成了顯著的破壞，聯邦士兵焚毀了467冊圖書用於生火。戰後校委會因此而起訴美國陸軍。最終美國陸軍敗訴，校方於1915年用賠償款在“紅色校園”的北側建立了“紀念大門”（Memorial Gateway）。1913年，學校開始建設新圖書館大樓（即今日“埃利斯圖書館”，1972年10月10日為紀念前任校長埃爾馬·埃利斯更名為現名）。1935年，1958年和1985年三次擴建。目前，密蘇里大學圖書館館藏文獻的數量在全北美大學和研究機構圖書館中排名第47位。
2005年，傑弗里·E·史密斯房地產研究所（The Jeffrey E. Smith Institute of Real Estate）由校友傑弗里史密斯投資創立，為商學院學生提供資源以學習和實踐房地產業。

### 东南联盟的学术合作
因密蘇里大學的地理位置和其在全美大學體育協會所屬賽區，其和東南聯盟的其他學校亦有十分深入的學術往來和合作。密蘇里大學為“東南聯盟學術共同體”（SEC Academic Consortium，現名為SECU）的成員，其創立的動機是加強東南聯盟（SEC）內部學校之間的教學，科研和其他活動上的合作，並促進學校的教職員工和學生的創新，提升學校的學術水平和聲望。2012年，密蘇里大學正式加入SEC，次年（2013年），密蘇里大學首次參加在佐治亞州亞特蘭大市由佐治亞大學和佐治亞大學生物能源系統研究中心舉辦的“東南地區在全球可再生能源的影響”研討會。該會議為密蘇里大學加入SEC後首次出席內部學術會議。

## 行政架构

### 领导机构
1963年密蘇里大學系統成立以前，密蘇里大學設一名校長（president）作為學校的最高首長（同時領導在羅拉的分校）。密蘇里大學系統成立以後，全系統設校長一名，各分校改以校監（chancellor）負責管理，校監向校長匯報工作。下表為密蘇里大學歷代校長和校監（不包括臨時任命），約翰·拉斯羅普為唯一非連任擔任兩任的校長。
密蘇里大學歷任校長（1841–1963）和校監（1963–至今）
1. 約翰·海勒姆·拉斯羅普（John Hiram Lathrop）（1841–1849）
2. 詹姆斯·香農（James Shannon）（1850–1856）
3. 威廉·威爾遜·哈德遜（William Wilson Hudson）（1856–1859）
4. 本傑明·布萊克·迈諾爾（Benjamin Blake Minor）（1860–1862）
5. 約翰海·勒姆·拉斯羅普（John Hiram Lathrop）（1865–1866）
6. 丹尼爾·里德（Daniel Read）（1866–1876）
7. 賽繆爾·斯帕爾·勞斯（Samuel Spahr Laws）（1876–1889）
8. 理查德·亨利·傑西（Richard Henry Jesse）（1891–1908）
9. 阿爾伯特·羅斯·希爾（Albert Ross Hill）（1908–1921）
10. 約翰·卡爾頓·瓊斯（John Carleton Jones）（1922–1923）
11. 斯特拉頓·布魯克斯（Stratton Brooks）（1923–1930）
12. 瓦爾特·威廉姆斯（Walter Williams）（1931–1935）
13. 弗雷德里克·米德布殊（Frederick Middlebush）（1935–1954）
14. 埃爾馬·埃利斯（Elmer Ellis）†（1955–1963）
15. 約翰·W·施瓦達（John W. Schwada）（1964–1970）
16. 赫伯特·W·施顾霖（Herbert W. Schooling）（1971–1978）
17. 芭芭拉·尤林（女）（Barbara Uehling）（1978–1987）
18. 哈斯凱爾·門羅（Haskell Monroe）（1987–1993）
19. 查爾斯·凱斯勒（Charles Kiesler）（1993–1996）
20. 理查德·L·華萊士（Richard L. Wallace）（1997–2004）
21. 布拉迪·J·迪頓（Brady J. Deaton）（2004至今） [任期至2013年11月15日] [47][48]

†1963年埃爾馬·埃利斯擔任密蘇里大學系統首任校長，任期至1966年。

### 校名變更
1839年建校起，該校就一直以“密蘇里大學”（University of Missouri）作為官方校名。1963年密蘇里大學系統成立以後，加入系統的各個大學均以密蘇里大學和所在城市重新命名，該校亦更名為“密蘇里大學哥倫比亞”或“密蘇里哥倫比亞大學”（University of Missouri–Columbia）。然而更名後，在各種非正式場合，人們仍然傾向用“密蘇里大學”或者其簡稱（MU）來稱呼單一的“密蘇里大學哥倫比亞”。由於更名後不少官員，校友和師生認為新名字降低了學校的等級（聽起來似乎像地方院校），一直試圖將校名恢復為從前的“密蘇里大學”。但是更名的願望在很長一段時間內遭到密蘇里大學系統的高層官員和系統內其他大學以“系統內各校公平和平等”為由的反對。經過漫長的抗爭後，2007年11月29日，密蘇里大學系統校董會通過投票全體一致通過，將“密蘇里大學哥倫比亞”的官方校名正式恢復舊“密蘇里大學”。此外，在大學系統內部公文中亦保留“密蘇里大學哥倫比亞”以示區分。然而，亦有一些反對更名的人士，系統內其他學校的師生和行政官員仍堅持在一切場合都加上“哥倫比亞”四個字以表示抗議。

## 学生生活

### 学生宿舍
密蘇里大學在校園內共有23幢宿舍樓以及兩幢位於校外的宿舍樓。兩座校外的宿舍樓為迪格斯老虎楼（Tiger Diggs，位於Campus View公寓小區）和真學者楼（True Scholars House）。學校在安排宿舍上注重將相同或者相近專業的學生安排在一起。
2013年6月13日，校園發展董事會決定拆除三幢老式宿舍樓：瓊斯楼（Jones Hall），拉斯羅普楼（Lathrop Hall）和勞斯楼（Laws Hall），以重建更大的學生宿舍群，項目耗資為7,100萬美元。紀念體育場以北的一幢學生食堂也將更新。目前三幢學生宿舍共有1,010余名學生居住，新建學生宿舍不但在設施上大為改善，容納學生數量亦上升至1,242人。新宿舍預計於2017年年中完成並投入使用。此外，該計劃還將投資11,500萬美元修繕始建於1893年的燕子楼（Swallow Hall）。
| 多布斯區域（南校園區） 宿舍樓群： - 瓊斯楼（Jones Hall，1957） - 拉斯羅普楼（Lathrop Hall，1957） - 勞斯楼（Laws Hall， 1957） - 北楼（North Hall，2006） - 中央楼（Center Hall，2006） - 南楼（South Hall，2006） 食堂： - 多布斯堂（Pavilion at Dobbs，1998） 便利店： - 密蘇里大學商店：西南分店（Mizzou Market: Southwest） |  | 潘興/中校園區 宿舍樓群： - 迪福-格拉罕姆楼（Defoe-Graham Hall，1939/47/2009年） - 格利納楼（Galena Hall，2009） - 道格伍德楼（Dogwood Hall，2009） - 山楂樹楼（Hawthorn Hall，2009） 食堂 - 廣場 900（Plaza 900） 便利店： - 密蘇里大學商店：希特街分店（Hitt Street） |  | 學院路區域 宿舍樓群： - 發現楼（Discovery Hall，2004） - 卓越楼（Excellence Hall，2004） - 職責楼（Responsibility Hall，2004） - 尊敬楼（Respect Hall，2004） - 哈奇楼（Hatch Hall，1962/2007） - 舒爾茨楼（Schurz Hall，1962/2007） - 學院路宿舍（College Avenue Hall，2006） 食堂： - 廣場900（Plaza 900，2004） - 巴哈烤肉（Baja Grill，2008） |  | 羅林斯區域 宿舍樓群： - 吉列楼（Gillett Hall，1965/2011） - 哈德遜楼（Hudson Hall，1965/2010） - 約翰斯頓楼（Johnston Hall，1947/2013) - 渦爾泊楼（Wolpers Hall，1963/2014） 食堂： - 羅林斯（Rollings） - 賽百 （Sabai，2011） - 廣場900（Plaza 900，2004） - 密蘇里大學商店：學生活動中心 |  | 馬克吐溫區域（西北校園） 宿舍樓群： - 馬克吐溫楼（Mark Twain Hall，1964/2013） - 麥克大衛楼（McDavid Hall，1956） 食堂： - 馬克吐溫商店（Mark Twain Market，1965） |

### 兄弟姊妹会文化活动
密蘇里大學擁有全美大學中最歷史悠久和規模最大的兄弟/姊妹會系統。密蘇里大學的兄弟/姊妹會使顯於1869年，是密西西比河以西公立學校中第一所成立姊妹會的學校。目前約有70個以希臘字母三字符為命名的兄弟/姊妹會，為22%的本科生加入其中。兄弟/姊妹會以學術活動，領導力培養，服務團體，兄弟姊妹的互助為方針。

## 体育
密蘇里大學的運動隊為“密蘇里虎隊”（Missouri Tigers），為“東南聯盟”（Southeastern Conference）的一員。密蘇里大學亦是密蘇里州內唯一一所所有運動隊都是全美大學體育協會一級隊伍的大學校，其足球隊更是為“全美大學體育協會一級碗賽分區”（Football Bowl Subdivision，FBS）。密蘇里大學的體育水平是全國大學的佼佼者，代表色為黑色和金色。

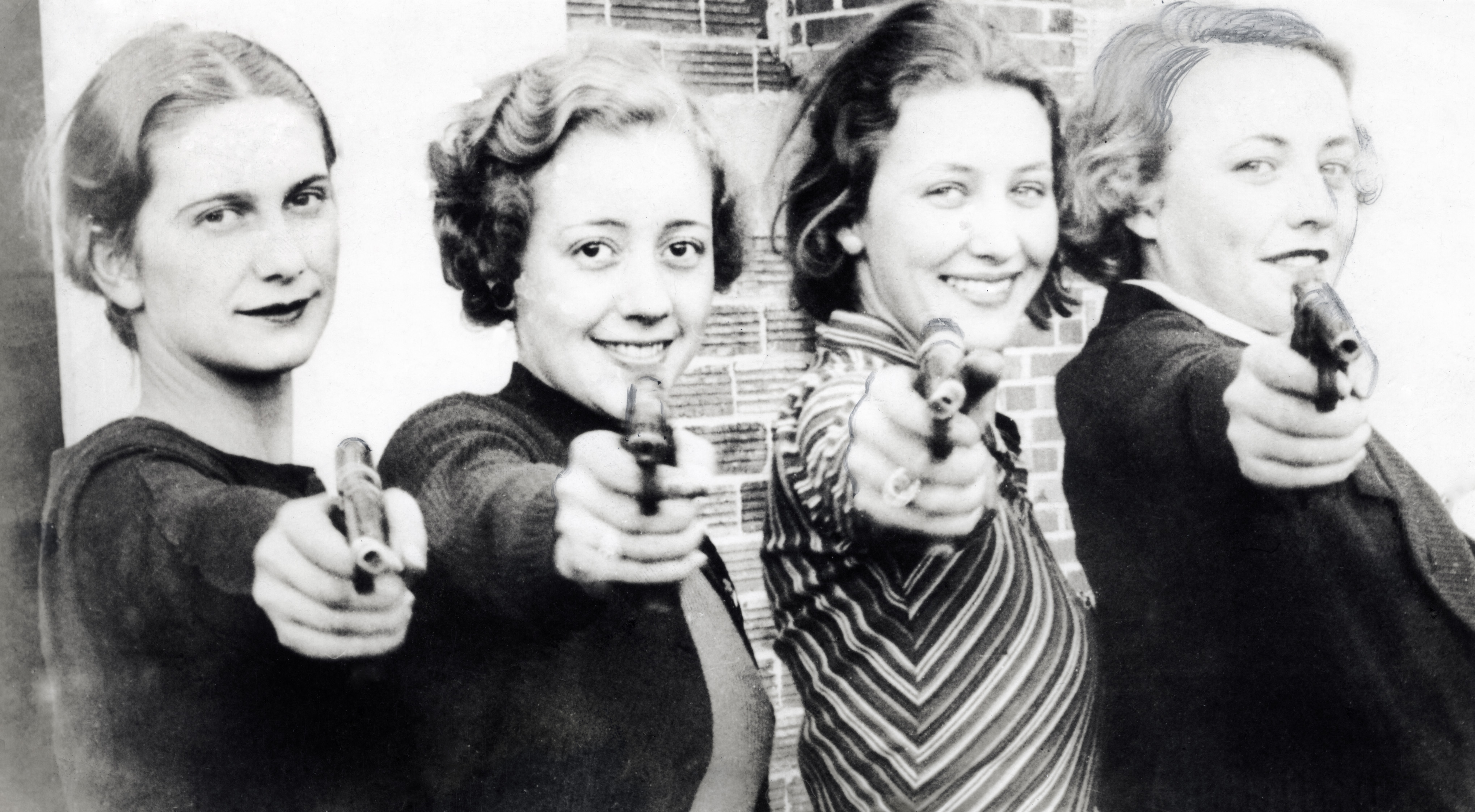
密蘇里大學女子射擊隊，1934女子手槍射擊全國冠軍隊

密蘇里大學開展的競技體育項目有男女籃球，野球，越野跑，美式足球，高爾夫球，體操，游泳和跳水，壘球，賽跑，網球，排球，女子足球和摔跤。歷史上還曾開展的競技體育項目有射擊，1934年密蘇里女子射擊隊曾奪得全美射擊冠軍。著名的教練有丹迪瓦恩，其執教期間密蘇里足球隊贏得了大部份的比賽。

### 虎游行

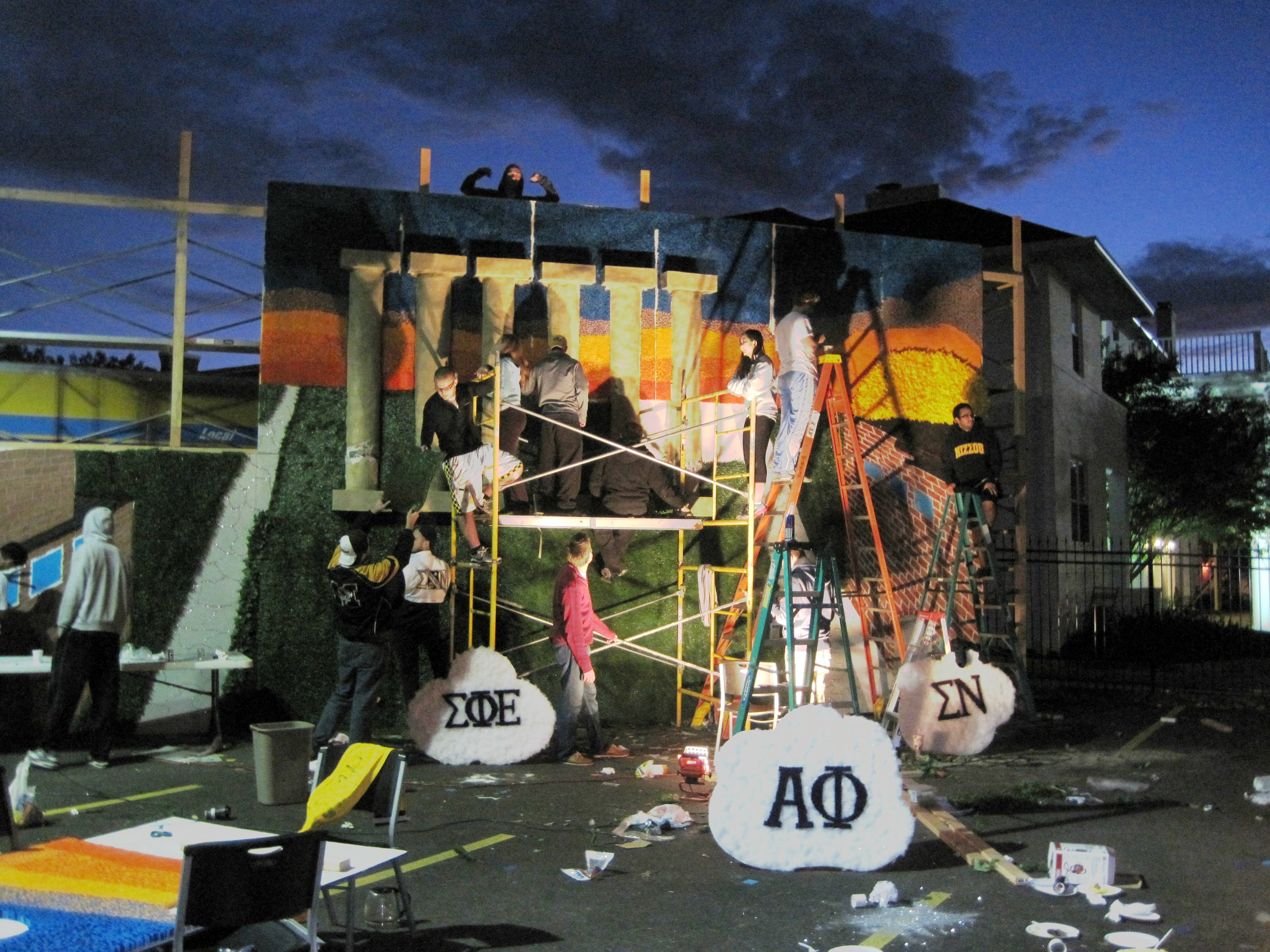
返校日期間，密蘇里大學學生會的兄弟會和姐妹會組織裝飾房屋，以歡返校校友

## 学校传统

### 校歌
密蘇里大學的校歌為《老密蘇里》（Old Missouri），歌詞寫於1895年，旋律借用著名的安妮·莱尔曲調。中文翻译者为黄宪昭（Hsien-Chao Huang），1909年刊登於密蘇里大學年鑑《The Savitar》。譯者時為密蘇里大學新聞學院本科生，亦是密蘇里大學新聞學院招收的第一位華人學生。
| 原文 | 中譯 |
| --- | --- |
| I. Old Missouri, fair Missouri Dear old Varsity. Ours are hearts that fondly love thee Here's a health to thee. 合唱 Proud art thou in classic beauty Of thy noble past With thy watch words: honour, duty, Thy high fame shall last! II. Every student, man and maiden Swells the glad refrain. Till the breezes, music laden Waft it back again. Now it catches the gleam of the morning's first beam, In full glory reflected now shines in the stream 合唱 Proud art thou in classic beauty Of thy noble past With thy watch words: honour, duty, Thy high fame shall last! | I. 美哉善哉，才華冠在 古聖賢大學 吾們弟子一心頌祝 教導壽年長 合唱 貴學素來，招賢重任 文才武藝興 宣傳仁德義禮智信 聲色永留名 II. 如風棹棹，如琴瑟和 齊唱大學歌 男女弟子宣同立志 光前垂後生 合唱 貴學素來，招賢重任 文才武藝興 宣傳仁德義禮智信 聲色永留名 |

## 本科學費
2012－13學年，州內學生年均學費為9,257美元，州外學生為23,366美元。此外住校學生年均住房開支為8,944美元。2012年秋季學期開始時，密蘇里大學系統下屬四個學校學費均有3%左右的上漲。2013年校委會通過決議，2014學年學費還將繼續上漲1.7個百分點。與此相對應，教師的工資也將上浮1.5至3個百分點。

## 著名教师和杰出校友
目前全球共有267,268名密蘇里大學校友，其中132,510人居住在密蘇里州，有51,538人居住在聖路易斯，26,196人居住在堪薩斯城。

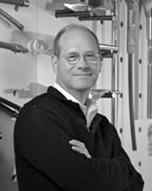
威廉·F·貝克 哈里發塔的建築師之一
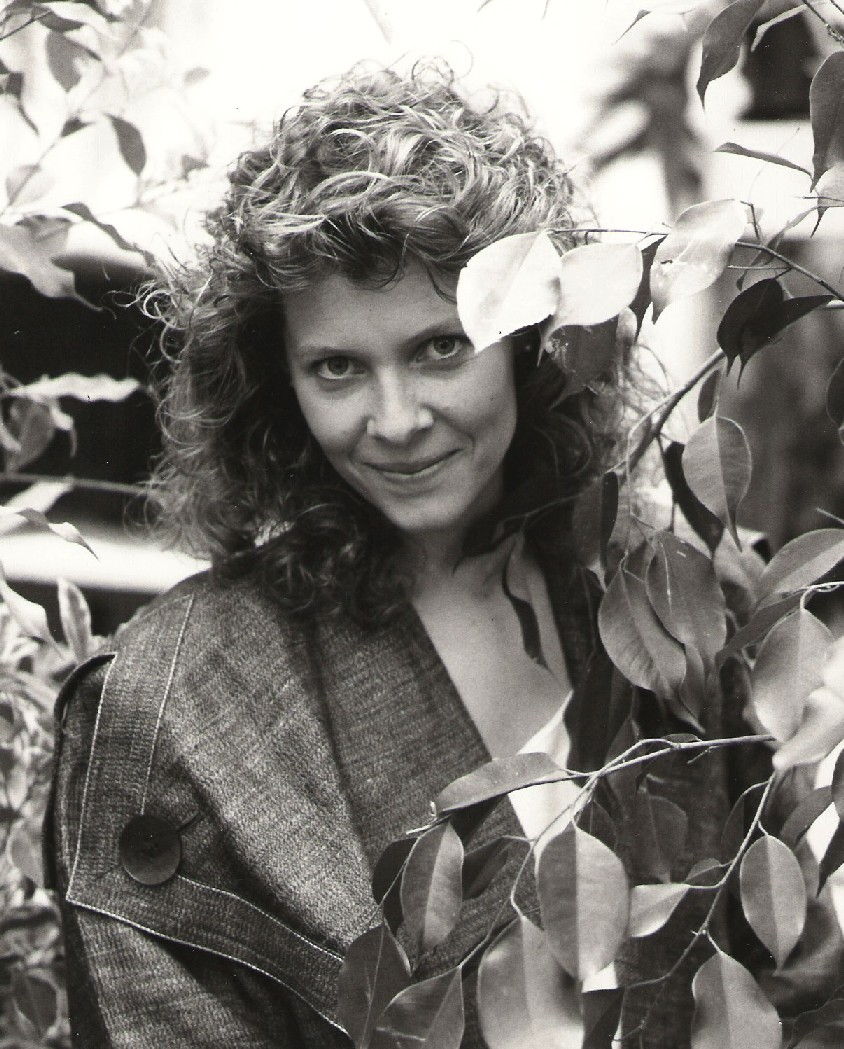
凱特·卡普蕭 魔宮傳奇主演
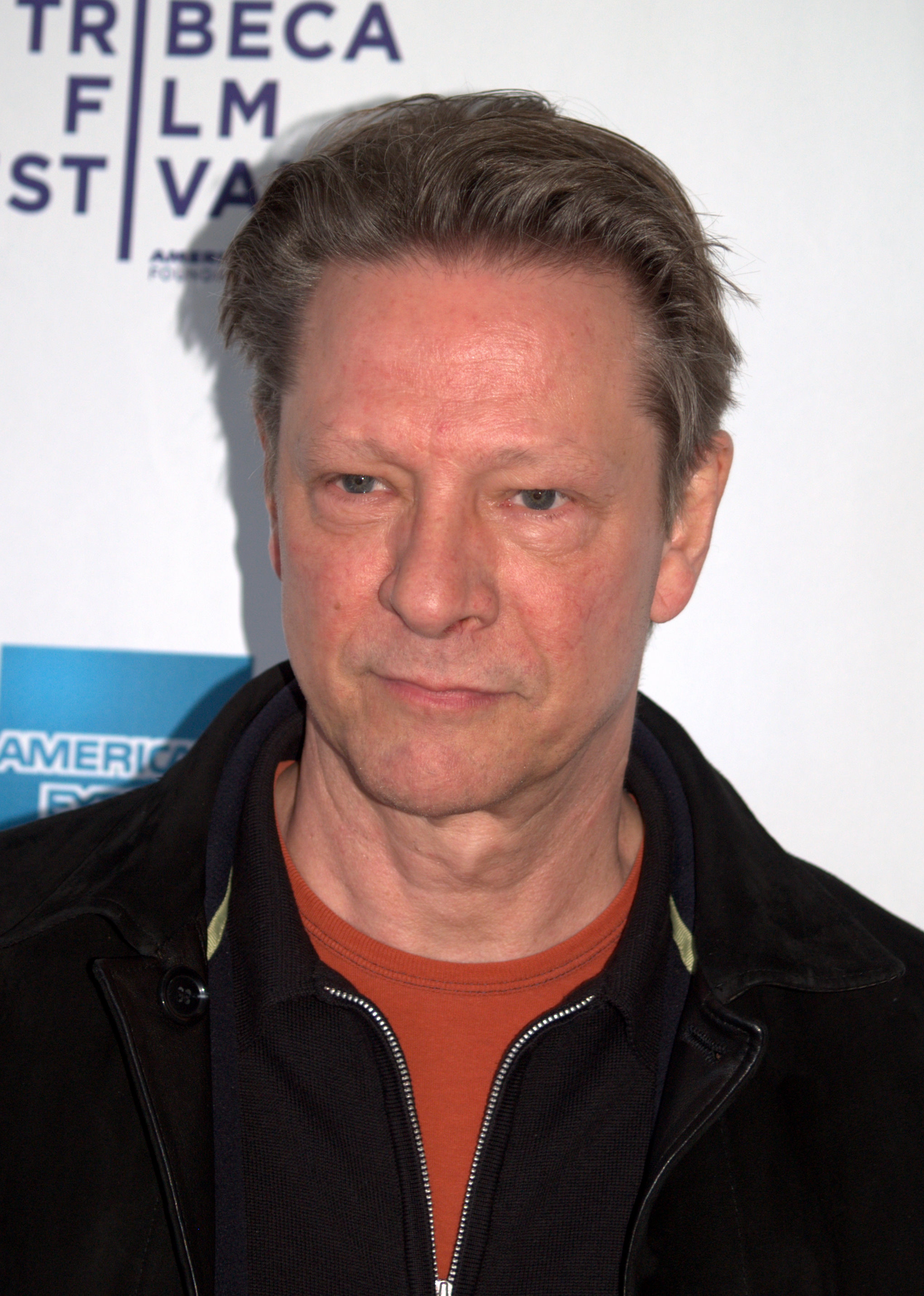
克里斯·庫柏 奧斯卡金像獎獲得者
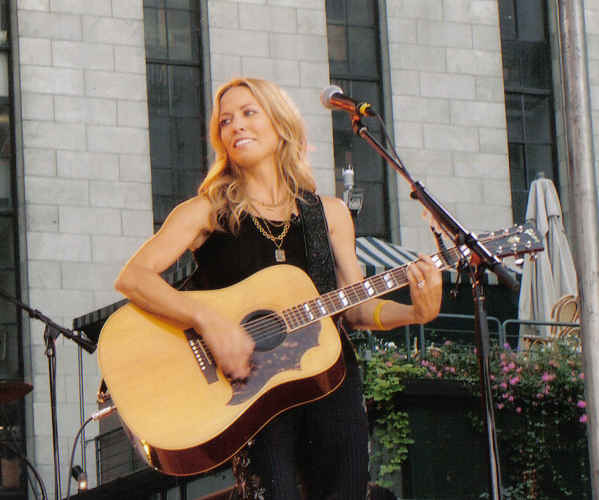
雪儿·克劳 鄉村女歌手
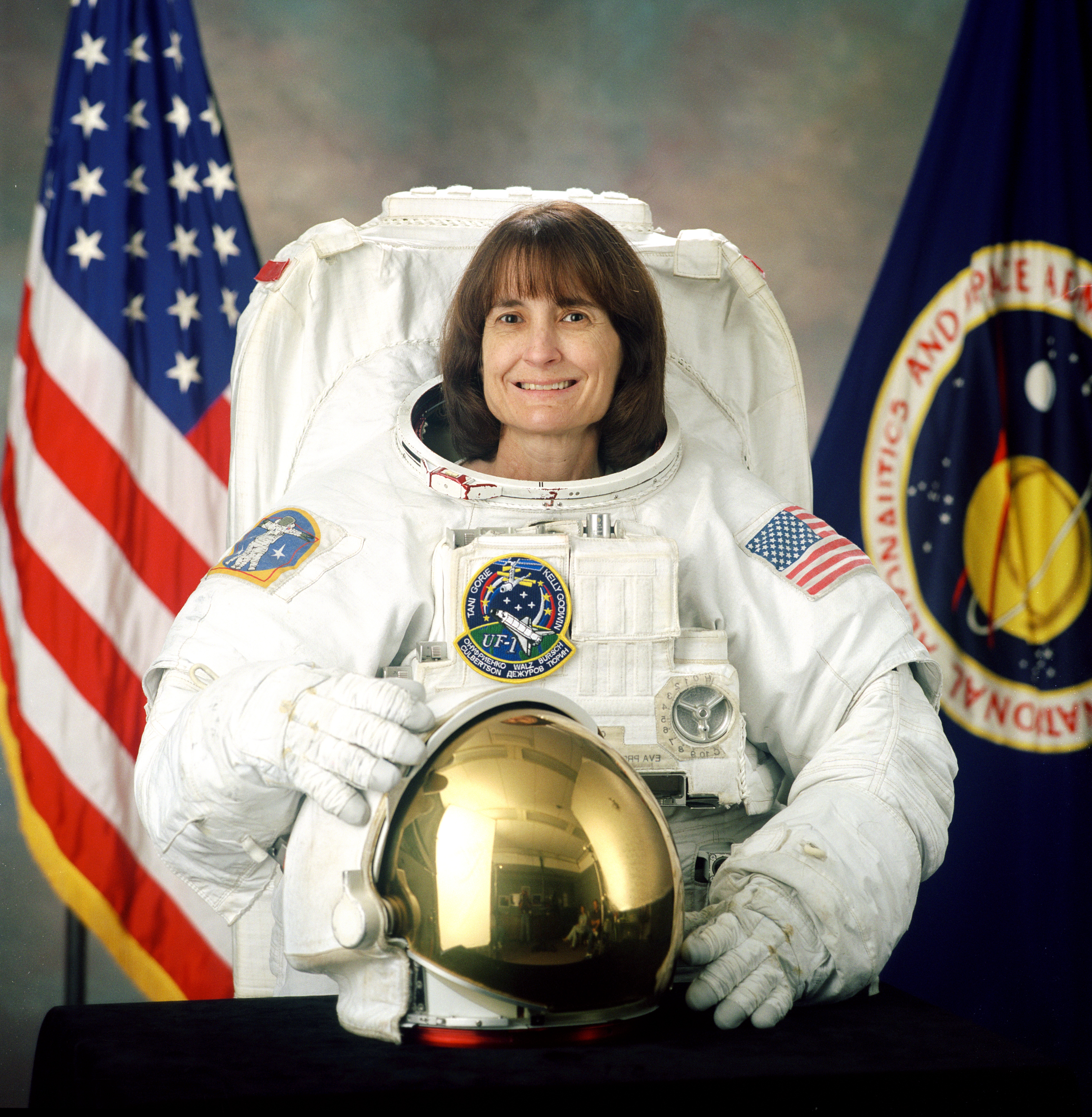
琳達·戈德溫 NASA 女航天員
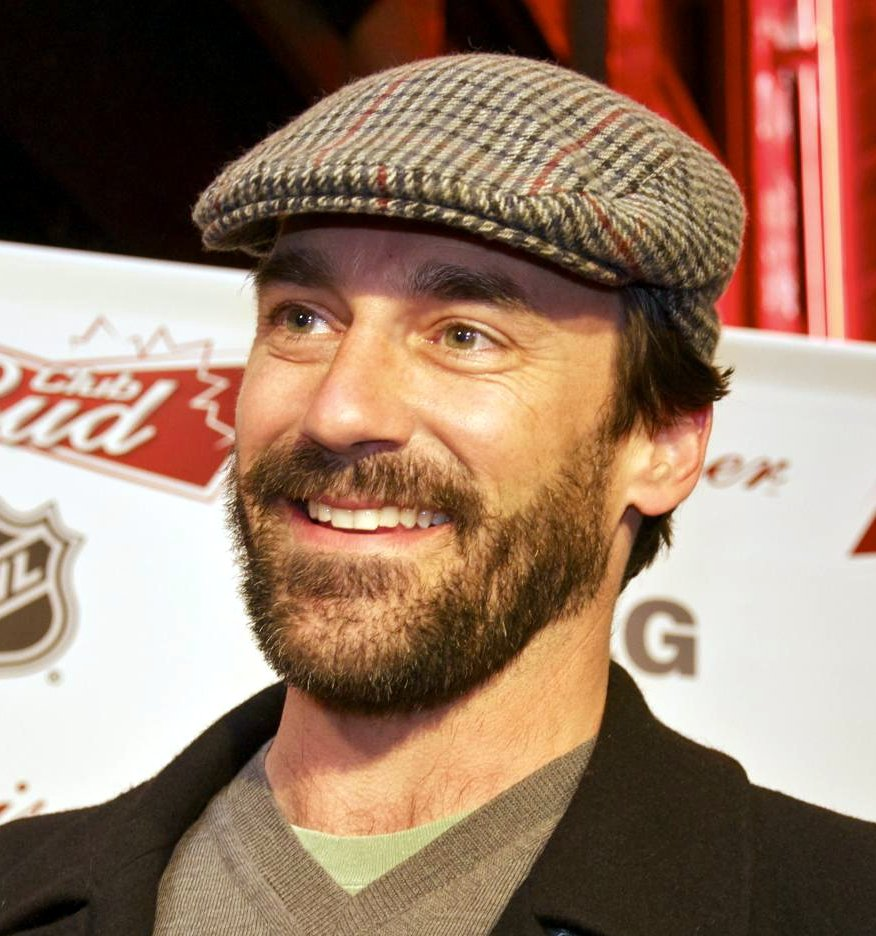
喬·漢姆 AMC的時代劇《廣告狂人》主角唐·德雷柏（Don Draper）的扮演者
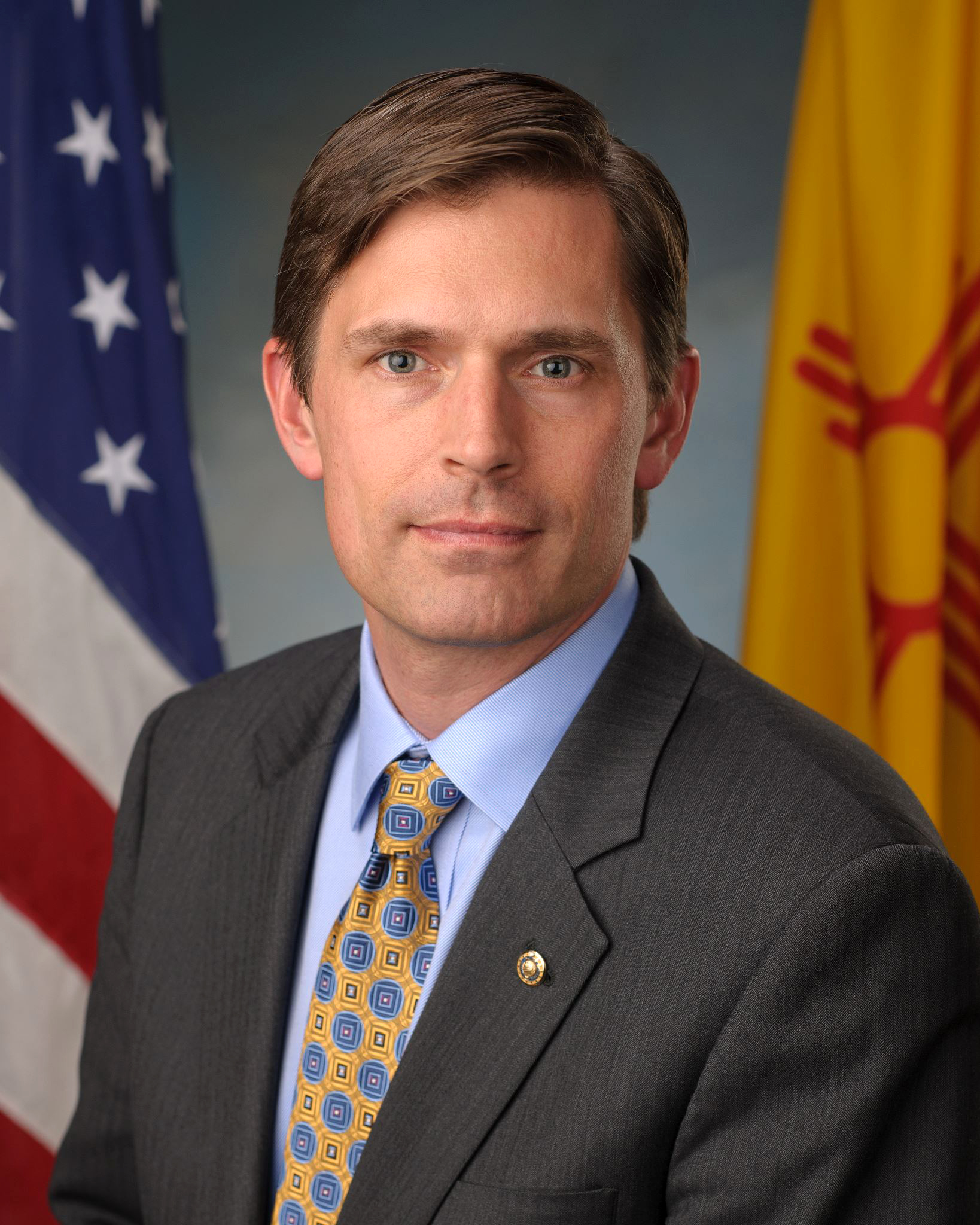
馬丁·海因里希 美國新墨西哥州參議員
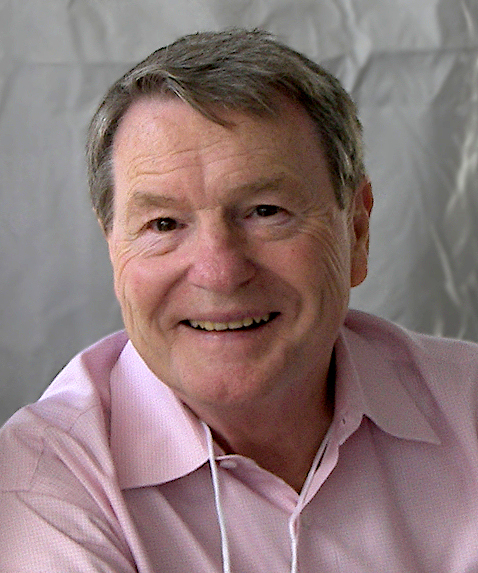
吉姆·萊勒 PBS電視新聞頻道記者
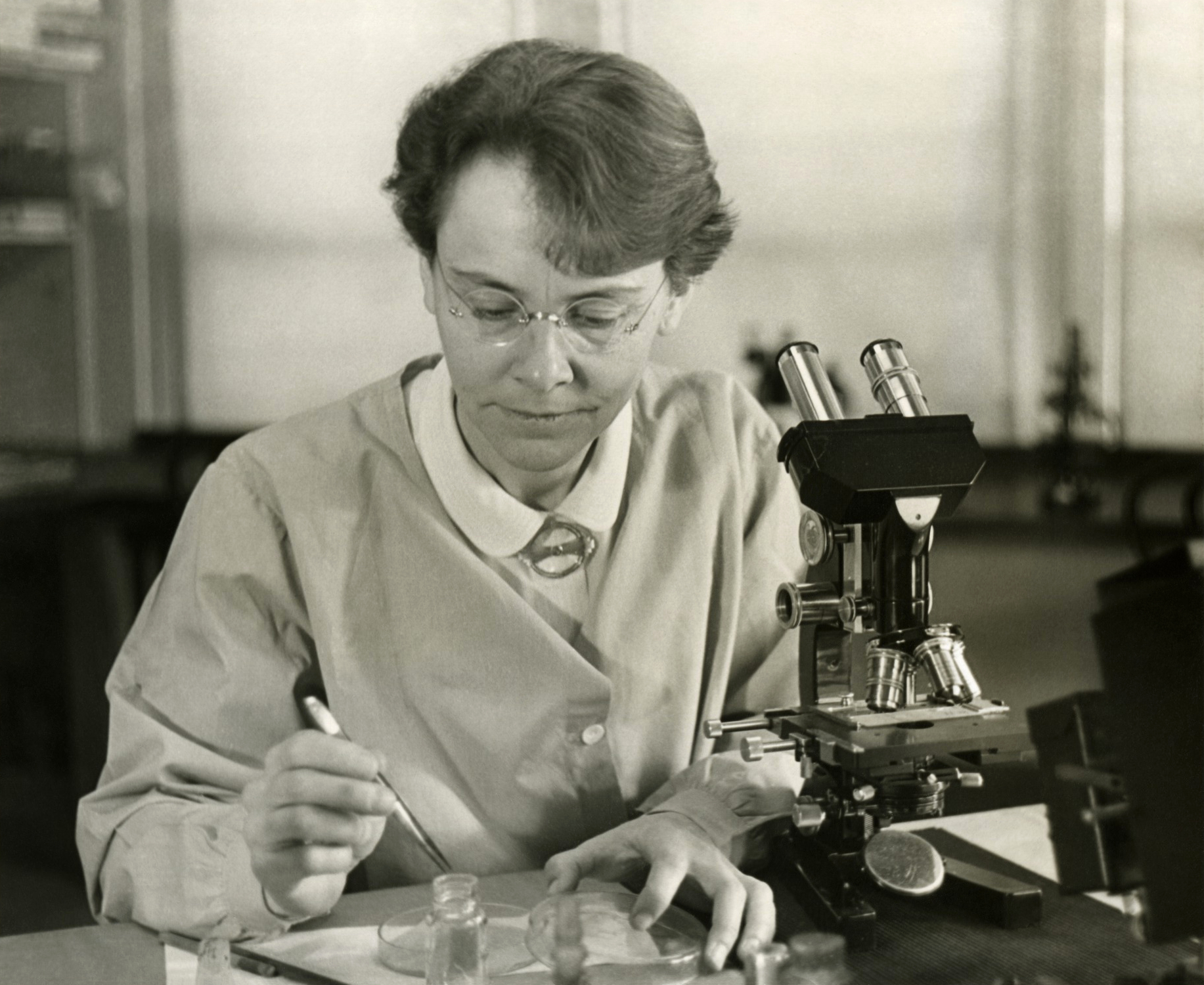
巴巴拉·麦克林托克 細胞遺傳學家，1983年诺贝尔生理學或醫學奖獲得者
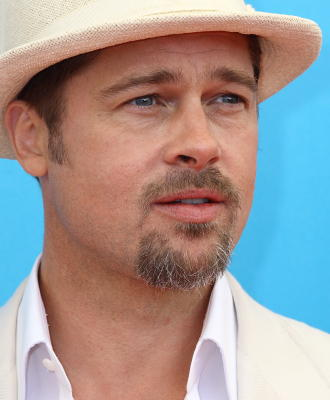
畢·彼特 演員，製片人
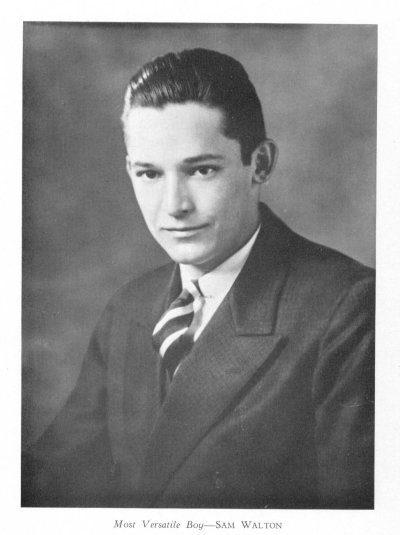
山姆·沃尔顿 沃尔玛創始者
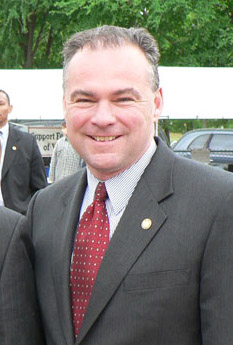
蒂姆·凯恩 弗吉尼亚州州长、联邦参议员、2016年副总统参选人

## 外部連結
- 官方网站
- 官方体育网站（页面存档备份，存于）
- 密苏里大学校友联合会（页面存档备份，存于）
- 密苏里大学学生联合会（页面存档备份，存于）